# Mexistenasellus coahuila
Mexistenasellus coahuila là một loài chân đều trong họ Stenasellidae. Loài này được Cole & Minckley miêu tả khoa học năm 1972.